# جين إيفرت
جين إيفرت (بالإنجليزية: Jeanne Evert)‏ هي لاعبة كرة مضرب أمريكية، ولدت في 5 أكتوبر 1957 في فورت لودرديل في الولايات المتحدة.

## وصلات خارجية
- جين إيفرت على موقع رابطة محترفات التنس (الإنجليزية)
- جين إيفرت على موقع الاتحاد الدولي لكرة المضرب (الإنجليزية)
- جين إيفرت على موقع كأس بيلي جين كينغ (الإنجليزية)
- جين إيفرت على موقع خلاصة التنس.كوم (الإنجليزية)